# Hpapun
Hpapun är ett distrikt i Myanmar.   Det ligger i delstaten Karen, i den södra delen av landet, 230 km sydost om huvudstaden Naypyidaw.